# Srđani
Srđani su naseljeno mjesto u općini Tomislavgrad, Federacija Bosne i Hercegovine, BiH.

## Stanovništvo

### 1991.
Nacionalni sastav stanovništva 1991. godine, bio je sljedeći:
ukupno: 284
- Hrvati - 269 (94,72%)
- Srbi - 14 (4,93%)
- ostali, neopredijeljeni i nepoznato - 1 (0,35%)

### 2013.
Nacionalni sastav stanovništva 2013. godine, bio je sljedeći:
ukupno: 325
- Hrvati - 325 (100%)